# Arduinna
Cet article possède un paronyme, voir Arduina.
Dans la mythologie celtique, Arduinna est une divinité celte topique de la faune. Elle est devenue une déesse gallo-romaine, de la chasse et des bois, protectrice de la forêt d'Ardenne parfois assimilée à Artémis/Diane sous le nom de Diana Arduinna. 

## Cultes
Son culte à mystères était très présent dans les régions voisines des Ardennes et chez les peuples belges. L'un de ses sanctuaires les plus célèbres était le mont Saint-Walfroy, entre Margut et Sedan.
Au XIIe siècle, à Lunéville où jadis, sur la colline de Léomont, avait été vénérée cette déesse gallo-romaine assimilée à la Diane chasseresse dont l'astre était la lune et le pouvoir naturel passait par les lunaisons, l'Église catholique romaine promulgua des ordonnances interdisant ce culte qui semblait se perpétuer encore.

## Représentations
Elle est dans les arts traditionnellement représentée chevauchant un sanglier, souvent avec un arc. L'apparition chronologique de cette représentation est sujette à débat. 
Elle a par la suite été assimilée prosaïquement à la déesse chasseresse romaine Diane.

### Représentation douteuse
« On cite improprement depuis l'époque de sa découverte au XIXe siècle  comme Arduinna une statuette en bronze  d'un sanglier  monté en amazone ... Baptisée noblement Arduinna par l'un de ses propriétaires, nom d'origine  de la forêt  d'Ardennes dont l'emblème est resté le sanglier, mais elle provient sans doute du Jura ... »

— S. Deyts, Images des Dieux de la Gaule. Paris Editions Errance. 1992,  (ISBN 2-877-72067-5) p. 46-47

## Étymologies

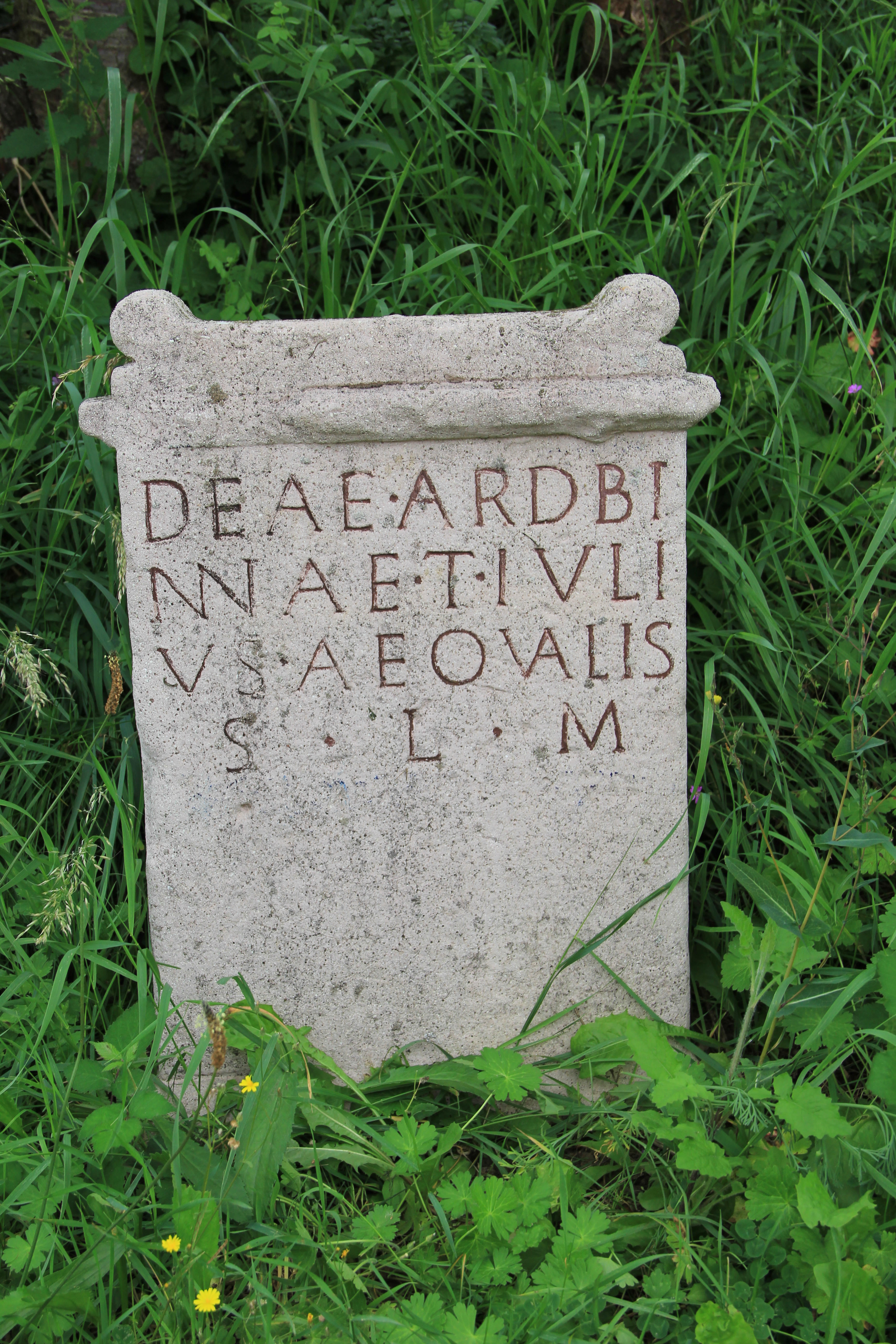
Stèle de consécration dédiée à Arduinna retrouvée à Hürtgenwald.

### Origine du nom
Arduinna signifie « l'éminente » en langue gauloise. Son nom dérive de la racine gauloise arduo- qui signifie hauteur. 
On le retrouve dans plusieurs toponymes, comme la forêt d'Ardenne, la forêt d'Arden en Angleterre, ou encore dans les noms Arduunus et Arda et dans le Galate Αρδή. Le nom Arduenna silva pour « hauteurs boisées » a été appliqué à plusieurs montagnes boisées. On trouve ce nom dans les départements de la Haute-Loire, dans le Puy-de-Dôme et dans la commune française d'Alleuze. Il a été avancé par certains auteurs que la terminaison -nn serait typique de la langue des celtes Belges, qui serait différente du gaulois.

### Toponymie
- De nombreux toponymes dérivent probablement de ce nom. En voir la liste à l'article Ardennes.
- On trouve également différents châteaux d'Ardenne :  
  - Château d'Ardenne, en Charente, France (XIIe et XVIIIe siècles, inscrit aux monuments historiques depuis 1978)
  - Château d'Ardennes, en Maine-et-Loire, France (XIVe siècle)
  - Château royal d'Ardenne, à Dinant, en Belgique (construit en 1874 par le roi Léopold II, détruit en 1968 et rasé en 1972).

## Anciens lieux de culte connus
(Liste à compléter)
- Saint-Walfroy près de Margut.
- Léomont près de Lunéville.
- Rindschleiden, Christnach, Ingeldorf avec son Dolmen dédié à Diana Arduinna au Luxembourg.

## Inscriptions
Arduinna est connue pour deux inscriptions:
- Düren, Allemagne, deae Ardbinnae (CIL XIII, 07848)[8]
- Rome, Italie, Arduinne (CIL VI, 00046)[9]

## Liens internet
- Arduinna